# タイタンファイト
タイタンファイト（Titan Fight）は、日本の総合格闘技大会。元UWFインターナショナルの山本喧一プロデュース。プロアマを問わず様々な格闘家、武道家が集まり、素手あり、頭突きあり、肘ありの統一ルールでの試合を行う。2000年9月から2001年7月までに4大会を開催した。
2009年にT-1社長の二見理の協力で約8年ぶりに開催。大会名を「タイタン・ファイティング・チャンピオンシップ」に変更し、二見が実行委員長に就任した。

## 歴代優勝者
- 第1回大会（2000年9月29日開催）

優勝：梁正基（所属：POD、種目：グラップリング）
2位：市川直人（所属：POD、種目：グラップリング）
3位：宇田亨（所属：フリー、種目：レスリング）
- 第2回大会（2001年1月21日開催）

優勝：久松勇二（所属：和術慧舟會 TIGER PLACE、種目：総合格闘技）
2位：折橋謙（所属：フリー、種目：グラップリング）
3位：芹沢健一（所属：和術慧舟會 駿河道場、種目：総合格闘技）
- 第3回大会（2001年4月30日開催）

優勝：奥田正勝（所属：真武館、種目：空手）
2位：清水優輝（所属：翼鍛練所、種目：レスリング）
3位：鈴木雅史（所属：子へびクラブ、種目：レスリング）
- 第4回大会（2001年7月1日開催）

優勝：石井淳（所属：超人クラブ）
2位：山本高行（所属：フリー、種目：柔道）
3位：所英男（所属：リバーサルジム、種目：グラップリング）
- 第5回大会（2009年8月23日開催）

優勝：阿部佑一朗（所属：パラエストラ小岩、種目：総合格闘技・空手）
2位：西田操一（所属：フリー、種目：空手・柔道）
3位：SEIKEN（所属：フリー、種目：レスリング）

## ルール
タイタン・ファイティング・チャンピオンシップ5よりのルール
- 試合時間

1ラウンド4分、インターバル1分
- ラウンド

準決勝、決勝のみフリーラウンドの完全決着戦。それ以外は3ラウンド制
- 着衣

金具のついていない動きやすい格好。または各格闘技用着衣（試合前にチェックあり）
- 防具

マウスピース、ファールカップは必ず着用。イヤーパッド、サポーター、ニーパッド、レガースの着用は自由。シューズは試合前のチェックをパスしたもののみ可。
- 勝敗

ギブアップ、レフェリーストップ、打撃攻撃などによるノックアウト、セコンドのタオル投入による試合放棄で決着。
- 失格

大会規定のステージからの落下（ドロップアウト）は二回までOKで三回目に失格。悪質な反則攻撃を行った場合、セコンドまたはそれに準ずる者がステージに上がる、もしくはステージ上の試合を妨げた場合、失格とする。
また、同時に場外に転落した場合、試合時間内に決着がつかなかった場合は、両者失格とする。
- 審判

レフェリーは選手の安全確保を最重要視したレフェリングの義務を負い、全ての試合に対して進行、決着させる権限を有する。
- 階級

体重、年齢全て無差別とする
- 反則

噛付き、金的、頭髪を引っ張るなどの行為。粘膜部分（目、鼻、耳、口、肛門等）への攻撃。2本以下の指をつかんでの攻撃。道衣着用の際、帯および袖の脱げた状態でのそれらを利用した攻撃（帯による直接的な首絞め等）。直接咽仏をつかむ、突くなどの道徳に反する行為。悪質な試合態度と審判がみなした場合。ルール内においても、明らかに競技者としてふさわしくない危険行為を行った場合。レフェリーの指示に従わない場合
- 打撃攻撃

原則として全ての局面での脊柱以外への打撃攻撃は許される。ただし、首から上のオープンハンドでの打撃攻撃は目潰しとみなし、反則とする。また、頭突き、肘打ち、膝蹴りは全て禁止とする。打撃攻撃で明らかに戦意を喪失した場合、および流血して動きが止まった場合、レフェリーの判断で試合を終了させることができる。
- 準決勝ノーパット（1回戦〜準決勝までは、主催者が認めた金具の付いていないもので、全てコットンなどの柔らかい繊維で出来ている物を認めます。付けていない場合は肘打ちは禁止）での肘あり、決勝頭突きあり。